# Tiếng Hindko
Tiếng Hindko (ہندکو ALA-LC:Hindko) là thuật ngữ bao quát cho một nhóm phương ngữ của tiếng Lahnda (Punjab Tây) được nói bởi các dân tộc khác nhau tại một số khu vực ở tây bắc Pakistan, chủ yếu ở các tỉnh Khyber Pakhtunkhwa và Punjab. Nó cũng được nói bởi những người nhập cư sống ở Ấn Độ, những người thuộc cộng đồng Punjab lớn hơn.
Có một phong trào ngôn ngữ còn non trẻ, và trong những thập kỷ gần đây, những người trí thức nói tiếng Hindko đã bắt đầu quảng bá quan điểm rằng tiếng Hindko là một ngôn ngữ riêng biệt. Có một truyền thống văn học dựa trên phương ngữ Peshawar, phương ngữ đô thị của Peshawar ở phía tây bắc, và một truyền thống khác dựa trên phương ngữ của Abbottabad ở phía đông bắc.
Thuật ngữ "Hindko" là một từ tiếng Pashtun được sử dụng phổ biến nhất, có nghĩa gốc là "tiếng Ấn Độ" hoặc "tiếng (của) Hind", nhưng nó đã được phát triển để chỉ các dạng tiếng Ấn-Arya được nói ở miền bắc Tiểu lục địa Ấn Độ, trái ngược với tiếng Pashtun láng giềng, một ngôn ngữ Iran. Tiếng Hindko có thể thông hiểu với tiếng Punjab và tiếng Saraiki, và có nhiều mối quan hệ với tiếng Saraiki hơn là tiếng Punjab. Sự khác biệt với các phương ngữ Punjab khác về hình thái và âm vị học rõ rệt hơn so với khác biệt về cú pháp.
Một tên thay thế cho ngôn ngữ này là Hindki.